# Московский епархиальный дом
Моско́вский епархиа́льный дом — объект культурного наследия, расположенный в Лиховом переулке в Москве. С 2015 года — главный корпус Православного Свято-Тихоновского гуманитарного университета, а также фундаментальной библиотеки университета и музея. Рисунок этого здания помещён на эмблеме ПСТГУ.
В 1917—1918 годах в здании проходил Поместный собор Русской православной церкви, который 17 ноября 1917 года принял постановление о восстановлении патриаршества.
В 2005 году передан в аварийном состоянии ПСТГУ, после чего здесь в 2006—2015 годы была проведена масштабная реставрация.

## История

### До революции 1917 года в России

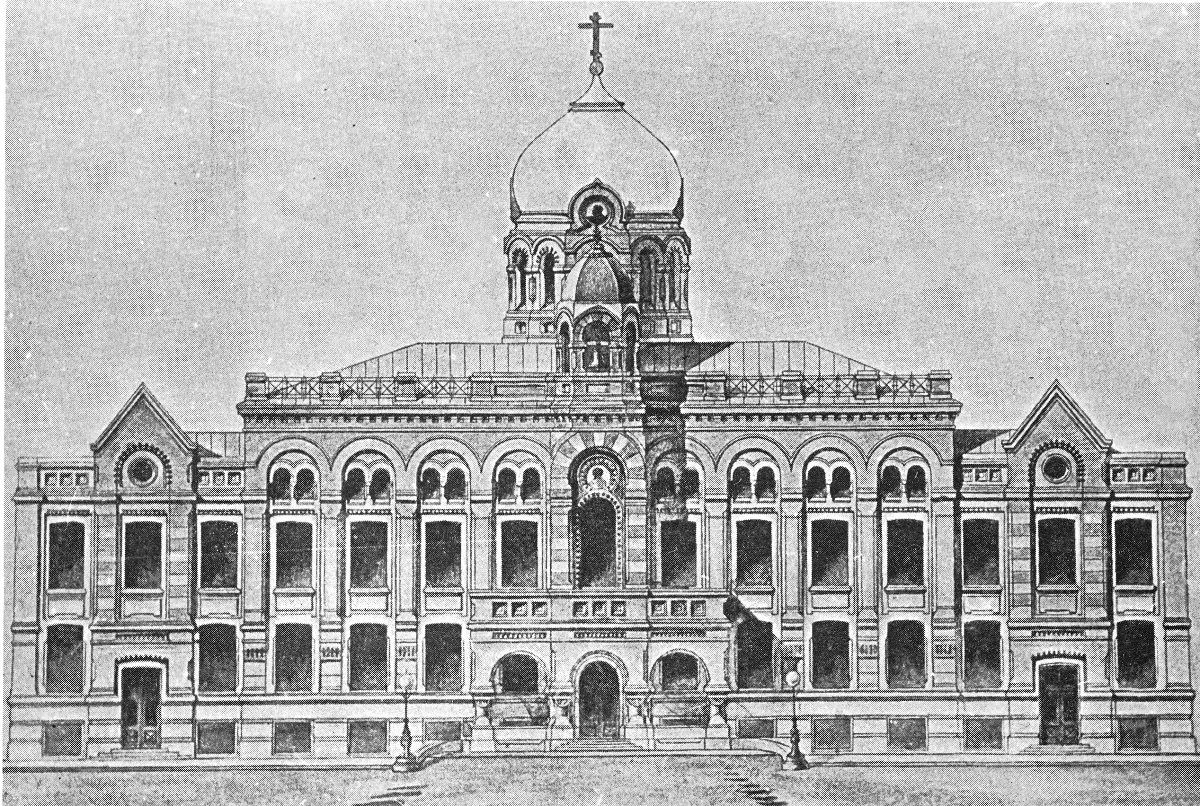
Первоначальный облик

Строительство дома началось в 1901 году по благословению митрополита Московского Владимира (Богоявленского) на земельном участке, принадлежавшем Обществу любителей духовного просвещения. Московский епархиальный дом создавался как центр религиозного образования, просветительской, издательской и миссионерской деятельности. На постройку израсходовали 355 000 рублей.
5 ноября 1902 года состоялось освящение дома, а 30 декабря был освящён храм во имя равноапостольного великого князя Владимира. Протоиерей Иоанн Мансветов сказал в проповеди:

Храм этот по своему идейному значению выделяется из ряда других подобных. Он не просто назначается для духовных нужд, подобно приходским храмам. Его значение и назначение выше и шире. Он есть храм просвещения — есть оплот Веры Православной. Под осенением этого святого храма и его покровителя — святого благоверного князя Владимира — первого просветителя земли Русской — в настоящем храме собраны все возможные просветительские средства — как духовное оружие для предстоящей просветительской и миссионерской деятельности этого дома.
Во время литургии в Епархиальный дом прибыл генерал-губернатор Москвы великий князь Сергей Александрович с супругой великой княгиней Елизаветой Фёдоровной, которые после литургии в сопровождении епископа Можайского Парфения (Левицкого) ознакомились с домом, осмотрели все учреждения и общества, размещённые в нём, и выразили своё одобрение по его устройству.
Здание представляло собой двухэтажное каменное строение с полуподвалом, колокольней (со стороны переулка) и церковью во имя святого равноапостольного князя Владимира в «два света». Здание выстроено в формах «нововизантийского» стиля с элементами русского церковного зодчества. Роспись домового храма была выполнена тщанием иконописцев Василия Гурьянова, Михаила Дикарёва, Осипа Чирикова и В. М. Тюлина.
В Московском епархиальном доме разместились Московское общество любителей духовного просвещения, Православное миссионерское общество, Московское отделение Палестинского общества, Кирилло-Мефодиевское, Марии-Магдалининское общества. В здании проходила издательская деятельность. Епархиальный дом, по отзыву историка Владимира Козлова, стал «колыбелью общественных церковных организаций».
Вплоть до 1918 года Московский епархиальный дом жил активной жизнью. Каждую неделю здесь проходило несколько мероприятий: православные богословские чтения для рабочих (Рождественские и Пасхальные), курсы — пастырские, псаломнические, миссионерские, женские богословские. Проходили съезды, собрания, отмечались юбилеи не только церковные, но и светские.

### Поместный собор

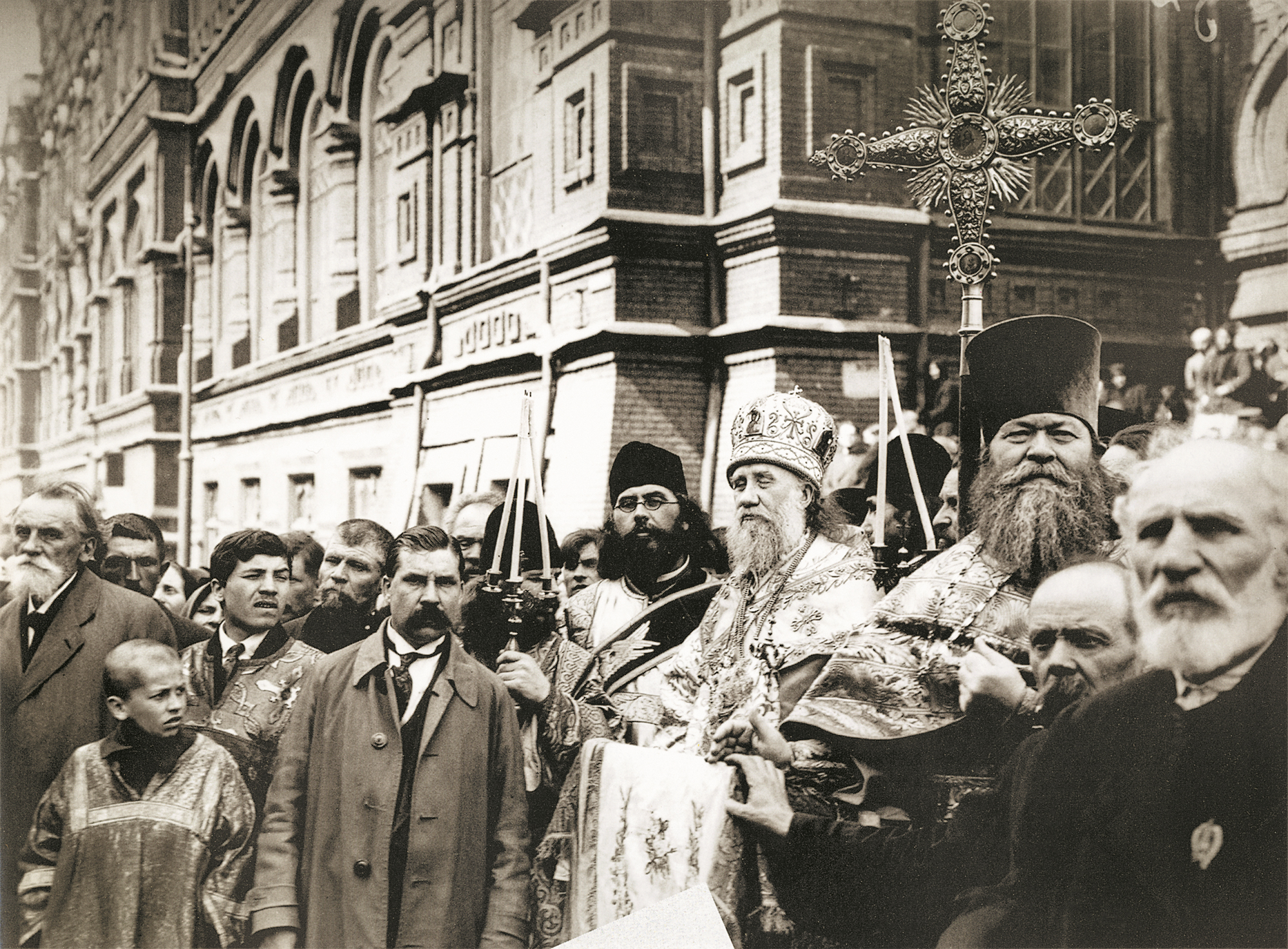
Патриарх Тихон возле Московского епархиального дома

В августе 1917 года в здании Епархиального дома начал работу Поместный собор Русской православной церкви. Работа Собора продолжалась 13 месяцев. В Московском епархиальном доме проходило большинство пленарных заседаний Поместного собора. В 1918 году здесь была совершена первая панихида по убиенной царской семье.
20 сентября 1918 года работа Поместного собора была завершена.

### Советский период
С 1918 года в Епархиальном доме начались занятия Православной Народной Академии — высшего учебного заведения, сочетавшего богословское образование со светским. Однако она просуществовала лишь два месяца.
15 июня 1922 года Епархиальный дом был окончательно закрыт. Разграблены его музейные коллекции, библиотеки; уничтожено убранство Владимирского храма. Здание реквизировано у Церкви.
В 1924 года бывший Епархиальный дом занял Главполитпросвет, началась перестройка здания. Затем в здании располагалась Академия коммунистического воспитания им. Крупской, кинотеатр «Артес».
В июле 1929 году здание было передано Химико-технологическому институту им. Д. И. Менделеева, который использовал для своих нужд лишь часть помещений, а остальные сдавал в аренду различным учреждениям.
В апреле 1930 года здание выкупило акционерное общество «Межрабпомфильм» для устройства «фабрики по производству кинофильмов». Бывший Епархиальный дом был вновь перестроен и приспособлен для нужд Центральной студии документальных фильмов. В 1931—1932 годы производятся самые крупные изменения в стиле конструктивизма. Сносят колокольню и золотой купол, над правым крылом надстраивают 4 этажа, внутренний объём разделили перекрытиями на шесть этажей, перестраивают фасад.
Наследником кинофабрики стала возникшая на её основе Центральная студия документальных фильмов. Здесь создавалась первая в СССР звуковая картина «Путёвка в жизнь». В первые дни Великой Отечественной войны в этом здании монтировалась кинохроника.

### Судебные процессы и возвращение Русской Православной Церкви
В 1992 году Православный Свято-Тихоновский богословский институт стал добиваться возвращения этого здания Церкви с целью размещения здесь учебных классов. По словам ректора ПСТГУ протоиерея Владимира Воробьёва:

Облик Епархиального дома был нам известен по фотографиям, но тот дом, который находился под номером 6, был абсолютно не похож ни на одну фотографию. Это было какое-то советское, довольно уродливое, серенькое, оштукатуренное здание, с надстройкой в 3 этажа с одной стороны.

Мы вошли внутрь, и только там стали различать какие-то признаки старого здания. А когда мы поднялись на второй этаж, то обнаружили огромную Соборную палату. Всё остальное было искажено до неузнаваемости. Арка, которая отделяет Соборную палату от храма, была заложена кирпичом, сам храм был разделён на 6 этажей литыми перекрытиями, там были какие-то маленькие подсобные комнатушки, разные мастерские. В алтаре находились слесарные станки. Мы были в полном ужасе от увиденного.
На презентации ПСТБИ 8 декабря 1992 года был поднят вопрос о возвращении бывшего Епархиального дома и передаче его новому учебному заведению, что позволило бы полностью вернуть бывший Епархиальный дом к его первоначальному предназначению. Однако ответа со стороны московских властей не последовало.
По просьбе протоиерея Владимира Воробьёва Патриарх Алексий II направил письмо Президенту Борису Ельцину с просьбой вернуть здание Церкви. В ответ последовал отказ, подписанный главой Госкомимущества Анатолием Чубайсом. Через некоторое время стало известно, что студия документальных фильмов, которая располагалась в доме, затеяла процедуру ложного банкротства с целью данное здание продать в частные руки: «После продажи нам стало ясно, что дом снесут и построят на его месте — в черте Садового кольца — какой-нибудь офис или гостиницу».

Дом был продан, и мы начали судиться. Сначала проиграли 20 судов, не понимая, почему, — у нас ведь был совершенно очевидный иск: дом — церковная собственность, построен Церковью на церковные деньги, изначально принадлежал Церкви, внутри дома — храм. Наконец, нашли адвоката, специалиста по ложным банкротствам, и он нам объяснил причину судебных проигрышей. Перед каждым заседанием наш иск немного изменяли без нашего ведома, и он становился проигрышным. Теперь наш адвокат так сформулировал иск, что его уже нельзя было незаметно изменить. «Теперь вы выиграете», — утверждал он. За день до этого 21-го суда нашего адвоката расстреляли. У него осталась семья, дети. Но мы выиграли суд.
Прежний владелец стал подавать апелляции. Прошло ещё 9 судов, но все они были выигрышными для ПСТБИ. Последний суд состоялся в 2004 году. Здание к тому моменту было в аварийном состоянии.
29 июля 2005 года Правительством России постановило: «Принять предложение местной религиозной организации — православного прихода храма святителя Николая Мирликийского в Кузнецах г. Москвы Московской епархии Русской православной церкви и Минэкономразвития России о безвозмездной передаче в собственность указанной организации для обеспечения деятельности образовательного учреждения Русской православной церкви находящегося в федеральной собственности имущества религиозного назначения — здания Московского епархиального дома, расположенного в г. Москве, Лихов пер., д. 6, строения 1 — 3».

### Реставрация и открытие

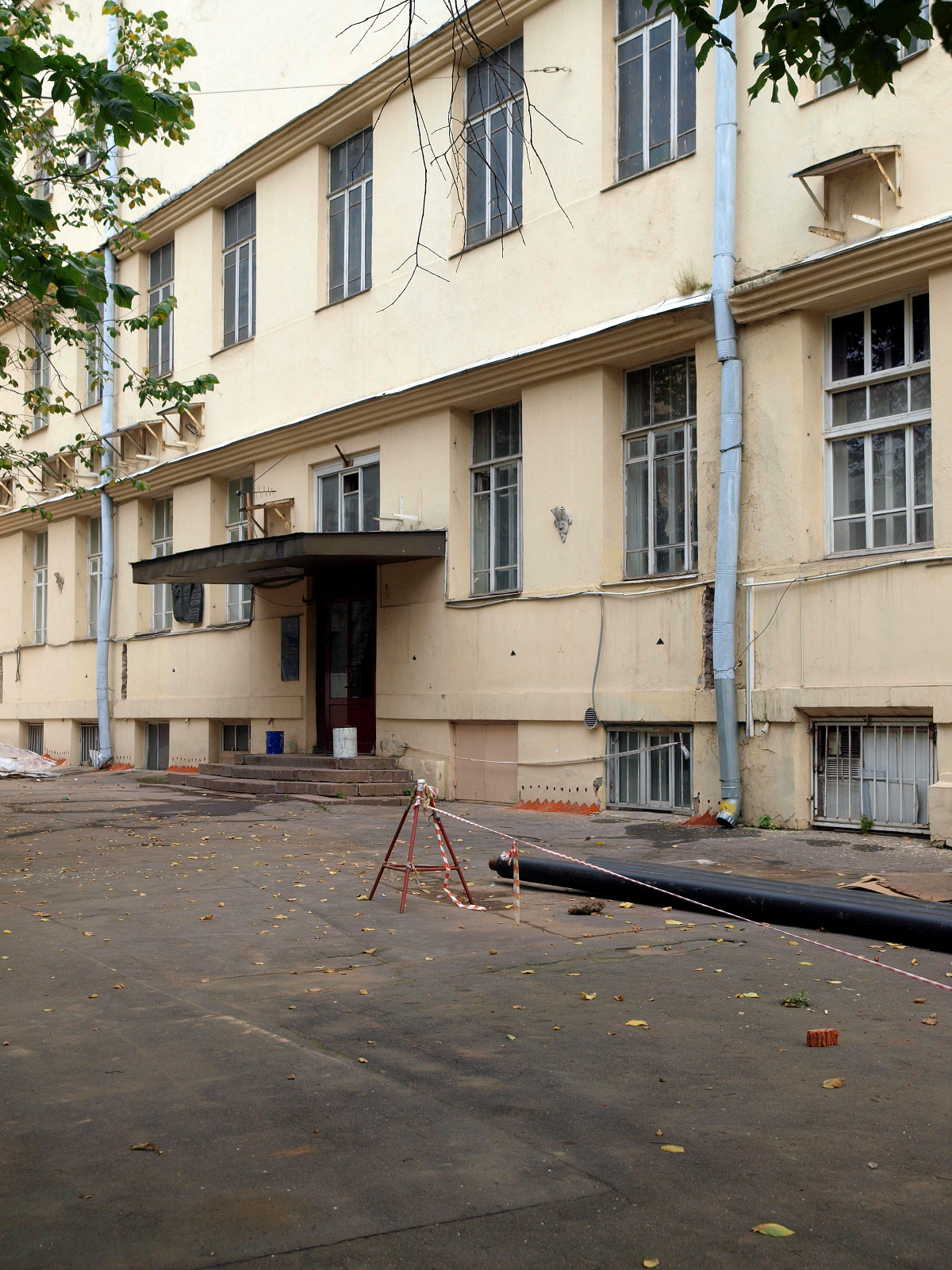
Бывшее здание Московского епархиального дома в сентябре 2008 года: «к концу 1990-х годов здание было изуродовано до неузнаваемости: выкрашенная в тон домов переулка бетонная коробка с прорезанными окнами»

Первые строительные и реставрационные работы по воссозданию исторического облика Епархиального дома начались в 2006 году на средства, привлечённые Свято-Тихоновским фондом поддержки православного образования.
18 октября 2006 года решением экспертной комиссии по недвижимым объектам наследия и их территориям при Москомнаследии был подтверждён в своём статусе выявленного объекта культурного наследия (ОКН), определён предмет охраны памятника. 19 июня 2007 года оформлено охранное обязательство № 16-11/007-12/7 собственника ОКН, и 10 июля года выдано планово-реставрационное задание на разработку научно-проектной документации для проведения работ по сохранению выявленного объекта культурного наследия.
В ходе капитального ремонта была заново отстроена снесённая пристройка с колокольней, на которой установлены девять колоколов. Увеличена площадь третьего этажа за счёт боковых крыльев здания, возведён мансардный этаж. По окончании реконструкции общая площадь строения составит 9,5 тыс. м²
Фундаменты восстанавливаемого здания были сильно увлажнены. Были проведены работы по их укреплению. Подвал был завален многолетними отходами от кинопроизводства. ЦСДФ оставила огромное количество разнообразных химических веществ, в том числе большие баки с неизвестными реактивами. Их вывозом и утилизацией занималась специализированная фирма. Система канализации практически была разрушена из-за многолетнего слива в неё в неё реактивов.
17 ноября 2008 года викарий Московской епархии архиепископ Истринский Арсений (Епифанов) освятил накупольный крест, который затем был водружён на купол Князь-Владимирского храма на высоту 41 м.
19 февраля 2010 года протоиерей Владимир Воробьёв и клирики ПСТГУ отслужили первую литургию в возведённом нижнем храме во имя святого патриарха Тихона и новомучеников — участников Поместного собора. 20 февраля 2010 года восстанавливаемое здание посетил патриарх Московский и всея Руси Кирилл. Он благословил воссоздать дом в соответствии с утверждённым проектом и возглавил попечительский совет ПСТГУ.
В 2013 году здание посетил Владимир Ресин. По его словам, «разруха в здании царила полная. Во время землетрясения в Армении я возглавлял рабочую группу в Ленинакане. Скажу: даже там некоторые дома были в лучшем состоянии, чем этот. Но здесь был отец Владимир с его огромным желанием восстановить уникальный памятник истории и культуры».
Помещение Соборной палаты, которая включена в единый государственный реестр ОКН регионального значения, подготовлено под чистовую и художественную отделку. Ведутся работы и в других помещениях Епархиального дома — восстанавливаются утраченные элементы внутреннего декора, лепные изделия потолка. В храме святого Владимира художники приступили к росписи стен, которая выполняется по утверждённым эскизам.
При непосредственном участии префектуры Центрального административного округа городские организации провели благоустройство прилегающей к зданию территории (мощение тротуарной плиткой, устройство сквера, озеленение).
В июле 2014 года протоиерей Владимир Воробьёв отметил: «После решения государственных органов о передаче Епархиального дома Церкви мы через Свято-Тихоновский фонд поддержки православного образования и при поддержке благотворителей в течение девяти лет потратили на восстановление сильно перестроенного, находившегося в аварийном состоянии здания около 15 миллионов долларов. Но полномасштабное воссоздание началось только в прошлом году, когда по предложению Святейшего Патриарха Кирилла этот объект был включён в программу памятных мероприятий к 1000-летию преставления св. равноапостольного князя Владимира. Сейчас отреставрирована кирпичная кладка исторических фасадов, ведётся работа на колокольне, завершается подготовка стен храма под роспись».
К лету 2014 года были завершены работы по подготовке стен верхнего храма под художественную роспись, после чего начались работы по росписи. Все художественные работы выполнялись преподавателями и выпускниками ПСТГУ. Автором проекта росписи Владимирского храма и руководителем бригады художников стал заместитель заведующего монументальной кафедры факультета церковных художеств ПСТГУ, доцент Игорь Самолыго. Тело иконостаса выполнили мастерские Андрея Фехнера «Глитика-Л». Иконы были написаны в художественной мастерской ПСТГУ.
К концу 2014 года на здании смонтирована кровля. 17 декабря 2014 года состоялось освящение и поднятие креста и купола на колокольню домовой церкви святого равноапостольного князя Владимира. Поднятие креста сопровождалось перезвоном колоколов, которые звучали впервые с момента восстановления храма.
После этого были проложены наружные и внутренние сети; теплоснабжение и энергообеспечение объекта осуществляются по постоянной схеме. Ведётся монтаж технологического оборудования, лифтов, подъёмников. Выполняются пусконаладочные работы инженерных систем, проводится их комплексное испытание.
По заявлению куратора городской программы строительства православных храмов Владимира Ресина, 16 июня 2015 года реставрация Московского епархиального дома с храмом в честь святого равноапостольного князя Владимира в Лиховом переулке была завершена.
26 июля 2015 года патриарх Кирилл совершил чин великого освящения верхнего домового храма равноапостольного князя Владимира в Московском епархиальном доме и Божественную литургию в новоосвящённом храм. Богослужение транслировалось в прямом эфире телеканалом «Союз».
27 июля 2015 года комплекс посетили Владимир Путин и мэр Москвы Сергей Собянин.
20 ноября 2015 года на конференции в Историко-архивном институте РГГУ была представлена более чем 700-страничная монография «Епархиальный дом в Москве. Хроника жизни дома и Князь-Владимирского храма 1902—1918», написанная профессором Владимиром Козловым.
26 ноября 2015 года состоялся пресс-показ по итогам реставрационных работ на выявленном объекте культурного наследия «Московский епархиальный дом, 1901—1903 гг.».

## Архитектура и убранство
Здание Московского епархиального дома имеет 3 этажа, после реконструкции его площадь составляет 9,4 тыс. м². Здание имеет мансарду и цокольный этаж.

### Верхний храм в честь равноапостольного князя Владимира

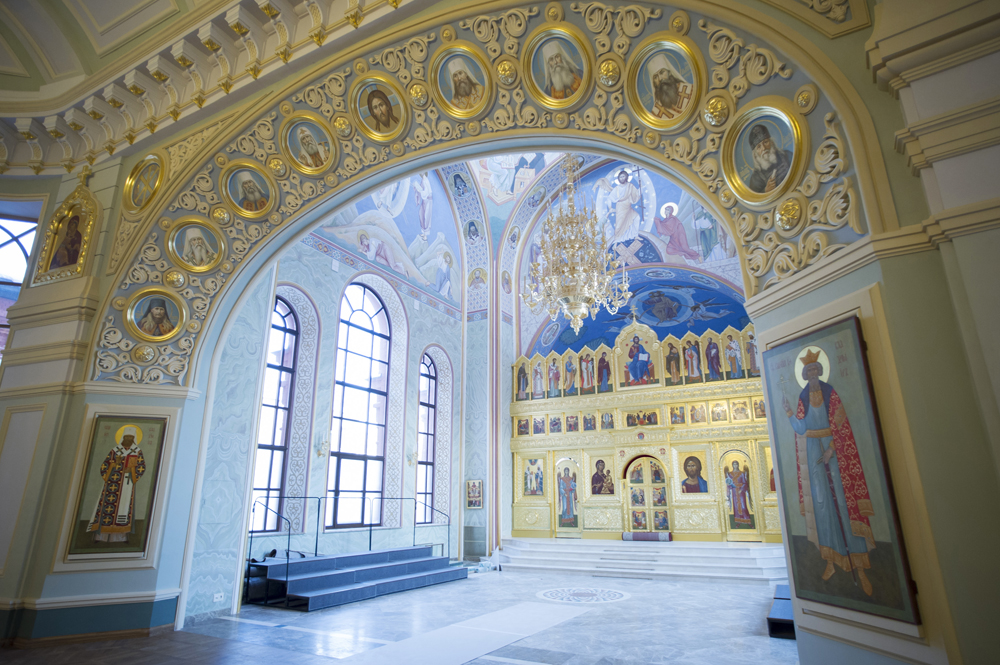

В храме ежедневно совершалось богослужение. Воскресные и праздничные литургии пел хор рабочих московских фабрик под руководством Сергея Солнцева и хор Общества любителей церковного пения. По воскресеньям вечерня совершалась с общим народным пением, после неё проводились беседы религиозно-нравственного содержания.
К 1949 году обширный домовый храм был разделён перекрытиями на пять этажей.
По словам старшего преподавателя факультета церковных художеств и руководителя художественной мастерской ПСТГУ Ларисы Гачевой: «Сколько-нибудь серьёзных изображений первоначального убранства не сохранилось. Поэтому разработан новый проект росписи, причём монументалистам ставилась задача связать новую стенопись с интерьером Соборной палаты, арку которой украсит живопись в духе начала XX века. Иконостас же Свято-Владимирского храма мы реконструируем по старым фотографиям. Центральная композиция в алтаре — Вознесение, ниже — Христос Великий Архиерей, этот образ будет просматриваться через Царские врата. Спасителю предстоят древние святители, а за ними — святые патриарх Тихон, священномученик Владимир, равноапостольные князь Владимир и царь Константин Великий. В арках, в золотых медальонах, изображены участники Собора, прославленные в лике святых, — а их, к слову, было более пятидесяти. Поскольку храм первоначально был расписан в стиле модерн, бригада художников-монументалистов ориентируется и на византийскую, и на русскую стенопись — на то, какими образцами руководствовались художники начала XX века».

### Нижний храм Отцов Поместного Собора 1917—1918 годов
20 февраля 2010 года в храме была совершена первая литургия после возвращения здания Церкви. В тот же день храм посетил Патриарх Кирилл.
По словам священника Павла Хондзинского, «это новый храм, расположенный в нижней части здания, где до революции храма не было. Этот храм посвящён прославленным в лике новомучеников и исповедников Российских Отцам Поместного Собора семнадцатого года. Насколько я знаю, это единственный храм с таким посвящением. Часто так бывает, что новым храмам нужно ещё какое-то время, чтобы в них, если можно так выразиться, „обжилась“ благодать. Недаром же говорят „намоленный храм“ о том храме, в котором присутствие благодати явно ощутимо для всех. Но, быть может, потому, что этот храм тесно связан с событиями, происходившими когда-то в Епархиальном доме, во многом определившими судьбу Русской Церкви в XX веке, он как бы сразу стал „намоленным“. Все священники, служившие в нём, говорят, как замечательно здесь молится, какие благодатные здесь службы, как чувствуется в нём присутствие святых, которым храм посвящён».
Иконостас храма создан художественной мастерской ПСТГУ совместно с мастерской Андрея Фехнера. В 2012 году специалистами ПСТГУ специально для храма была создана икона «Отцы Поместного собора 1917—1918 года». Список иконы был преподнесён Патриарху Кириллу.

### Соборная палата

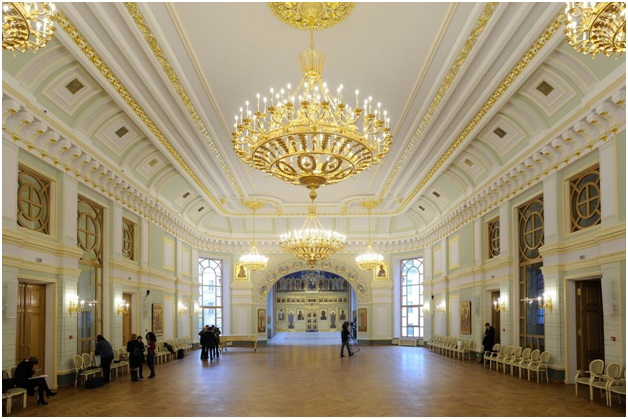

Самое больше помещение в Московском епархиальном доме. Высота — 9 м, ширина — 17 м и длина — 35 м. Высокая солея и обширная арка обеспечивают хорошее восприятие звука всеми людьми, которые находятся в зале.
После перепланировки 30-40-х годов и в результате замены перекрытий был полностью утрачен потолок. В 40-е годы были заложены оконные проёмы, их декоративное убранство было сбито. Как отметил архитектор Сергей Куприянов, «повезло в том, что в 40-х годах, когда перестраивали палату под кинозал, сбили все выступающие части, но архитектонику стены не трогали».
Долгие годы в бывшей Соборной палате располагался тон-зал для записи оркестров, записи там шли вплоть до начала 2000-х годов. По словам Ларисы Гачевой, на начало 90-х помещение на втором этаже представляло собой «огромный зал звукозаписи с декором Сталинского времени». По свидетельству ряда московских звукорежиссёров, тон-зал ЦСДФ являлся одним из лучших с точки зрения качества акустики московских студийных помещений, превосходя по объёму знаменитую лондонскую студию Abbey Road и лишь немного уступая Большой студии «Мосфильма».
В 2007—2008 годах здесь проводились комплексные научные исследования по материалам и фотографиям.
В 2010 году Соборная палата была поставлена на учёт, получив статус «выявленного объекта культурного наследия», что дало возможность Мосгорнаследию организовать её полномасштабную реставрацию. Реставрация происходила «максимально приближенно» к первоначальному облику, хотя многое из утраченного досконально восстановить невозможно. Использовались архивные данные, фотографии. Кроме того, при вскрытии штукатурки на стенах были обнаружены фрагменты декора, краски, отметки карнизов, разметки филёнок первого и второго яруса.
Цветовое решение тоже было воспроизведено по старым фрагментам. Люстры изготовлены в Софрине, размеры не отличаются от первоначальных. Иконостас также восстановлен по фотографиям. Иконописный ряд выполнен выпускниками ПСТГУ. Реставрацию выполняло ООО «Пирит-99».
17 ноября 2015 года оформлен акт приемки выполненных работ по сохранению выявленного ОКН «Соборная палата, в которой 28 сентября 1917 года было принято решение о восстановлении Патриаршества в Русской Православной Церкви»